# غطاء الخطوط

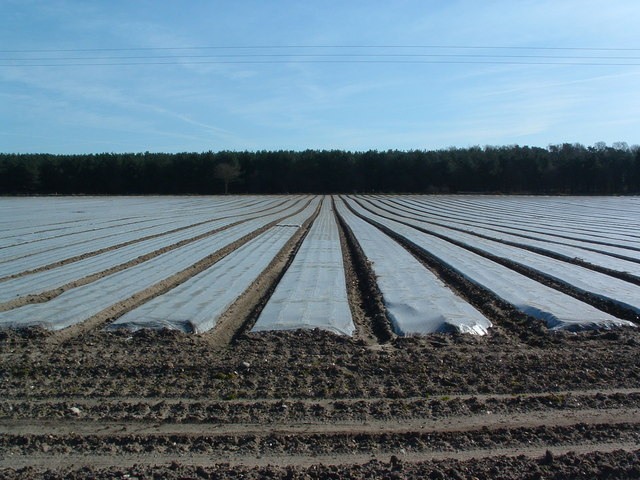
غطاء الخطوط العائم في حقل في نورفك.

في الزراعة أو البستنة يستخدم غطاء الخطوط هو أي مادة مرنة شفافة أو شبه شفافة مثل البلاستيك أو النسيج، هدفه حماية النباتات خصوصا الخضروات من الظروف غير الملائمة مثل الرياح أو البرد ومن هجمات الحشرات أيضا. بالإضافة إلى تقليل تأثير التجفيف من قبل الرياح، يؤمن الغطاء كمية محدودة من الحرارة بنفس تأثير المزرعة الباردة أو البيوت البلاستيكة والنفق البلاستيكي وصنع مناخ مصغر للنباتات.

## المواد
عادة مايكون غطاء الخطوط التجاري مادة اصطناعي خفيفة الوزن مثل البلاستيك النقي (متعدد الإيثيلين) أو بولي إستر المدعم. بوضع الغطاء مباشرة فوق خطوط المحاصيل ومع بيئة مساعدة عادة بشكل نفق منخفض ويترك لعدة أسابيع حتى يكبر النبات لحد معين.
غطاء الخطوط العائم هو غطاء خفيف جدا يوضع مباشرة فوق النباتات، بدون الحاجة إلى بيئة مساعدة، يحتاج إلى تثبيت بالأرض لمواجهة الرياح فقط.
يطلق على النفق الوقائي المشكل بغطاء الخطوط في بعض الأحيان بالوقاء الزجاجي(بالإنجليزية: cloche)‏، مع أن الوقاء يشير إلى نوع واضح من الغطاء الوقائي مصنوع من الزجاج أو البلاستيك يوضع عادة فوق النباتات المفردة إلا أنه لم يعد يستخدم. يستخدم نوع من الوقاء في أوروبا يتكون من ألواح زجاجية موصولة مع أسلاك لتشكل أنفاق متصلة لحماية خطوط المزروعات.